# Mésange à bavette
Poecile hypermelaenus
Espèce
Statut de conservation UICN

LC : Préoccupation mineure
La Mésange à bavette (Poecile hypermelaenus) est une espèce d'oiseaux de la famille des Paridae. 

## Répartition

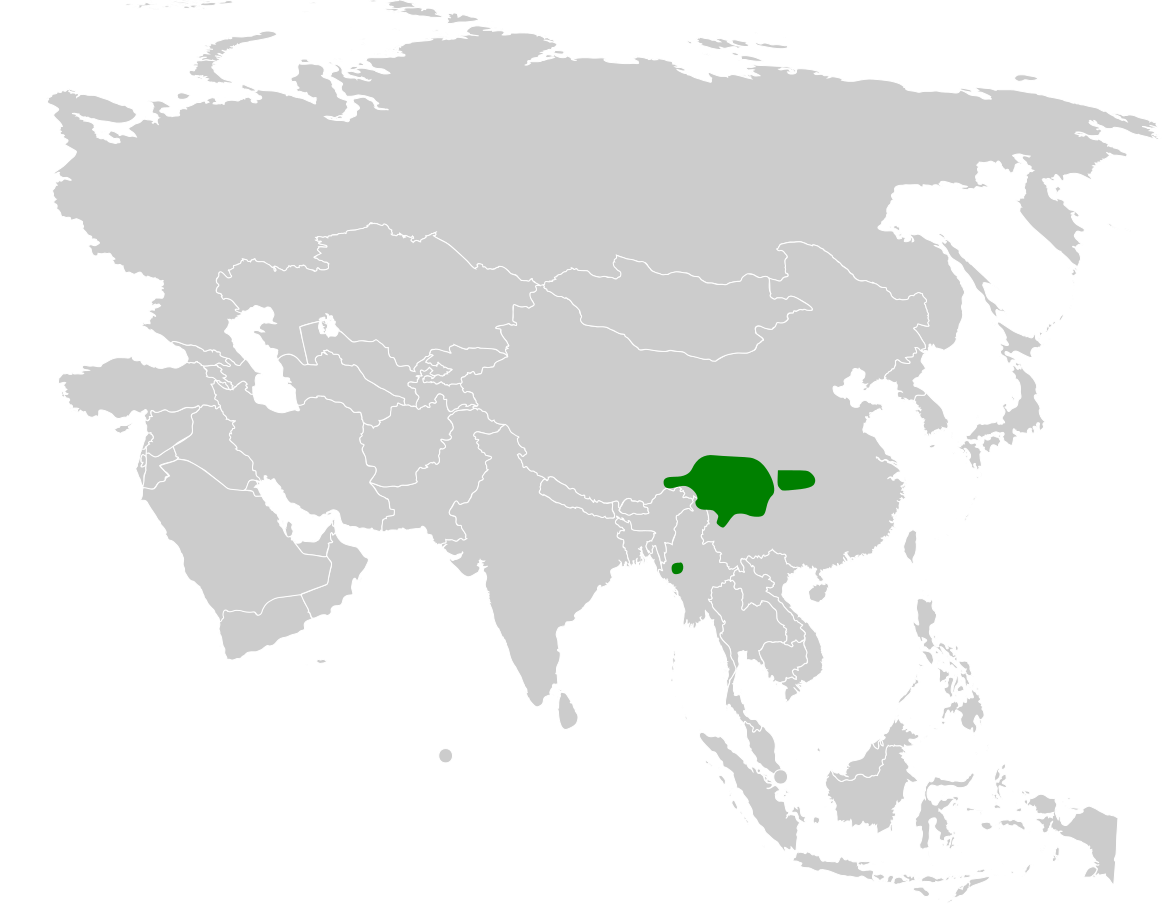
Répartition de Poecile hypermelaenus.

Cet oiseau se rencontre en Birmanie et en Chine.

## Classification
Le nom valide complet (avec auteur) de ce taxon est Poecile hypermelaenus Berezowski & Bianchi, 1891. 
Ce taxon porte en français le nom vernaculaire ou normalisé suivant : Mésange à bavette.
Poecile hypermelaenus a pour synonyme :
- Parus hypermelaenus (Berezowski & Bianchi, 1891)